# 柳州南站
柳州南站位于广西壮族自治区柳州市市区西南，接近柳江县拉堡镇。柳州南编组站规模和布局为双向三级六场，在全国路网内属区域性编组站，经过干线为湘桂铁路、衡柳铁路、焦柳铁路、黔桂铁路和柳肇铁路。柳州南站是中国铁路南宁局集团管内的两个特等站之一。

## 车站历史
1964年2月，柳州铁路局向铁道部报送《柳州枢纽新建柳州南编组站设计任务书》 ，同年9月报送设计方案说明，请求自行设计施工。12月，柳州铁路局报送扩大初步设计，翌年2月经铁道部批准。柳州南编组站原有两个设计方案，第一方案为二级三场，第二方案为一级三场，最后决定向铁道部推荐并采用投资、运营、能力等条件较优的第二方案。1964年12月16日，柳州南编组站开工。1965年11月19日柳州南站一级三场竣工交付使用。
1975年，柳州铁路局在铁二院第二方案基础上，向铁道部提出编组站站型及枝柳铁路引入线方案意见，1978年4月，铁道部批准柳州南站按单向三级三场规模进行改扩建的方案。1980年5月，柳州铁路局按批准的初步设计，完成施工设计并组织工程处进点施工。柳州枢纽柳州南编组站扩建的主要技术条件和标准: 站型为三级三场纵列式，工程于1980年7月正式动工。1990年5月，柳州南编组站单向三级三场改扩建经过10年三期建设全面竣工，设计作业量7965量/日。
2012年，配合湘桂铁路扩能改造工程，柳州南站新建下行三级三场系统扩能改造正式动工。2015年3月20日，柳州南站双向三级六场改扩建工程竣工，正式投入运营。
柳州南车站原为南宁局集团下辖的直属车站。2020年4月8日由原柳州站、柳州南站和部分柳州车务段管辖车站整合成立新柳州车站。

## 车站结构
柳州南站上行系统设有环到反发线，到达场有股道12条，调车场有股道33条，驼峰坐南朝北，为双推单溜自动化驼峰，出发场有股道15条。下行系统设到达场设股道11 条（含正线1 条），预留2 条; 调车场设股道24条（含交换车线2 条），预留10条;驼峰坐北向南设双推单溜自动化驼峰及峰下机走线;下行出发兼直通场，设股道13 条（含正线、机走线、牵出线），预留2 条。在上行到达场和下行出发场间设柳州南派驻机车折返段。柳州站—柳州南增建2条区间正线，形成黎塘方向旅客列车出发线和到达线，以及桂林方向货物列车环到线在车站出发场东侧设有柳州机务段和车辆段，到达场西侧设有柳州机保段和洗车所。